# 1942 في ألمانيا
فيما يلي قوائم الأحداث التي وقعت خلال عام 1942 في ألمانيا.

## سياسة

### تعيين في المنصب
- 1 فبراير – فيدكون كفيشلينغ رئيس-الوزراء.

## مواليد

### يناير
- 1 يناير – فريدي شبرينغر ناشرة ألمانية.
- 1 يناير – فولفغانغ فراي عالم نبات ألماني.
- 21 يناير – إرنست سترينج درّاج طريق ألماني.

### فبراير
- 4 فبراير – فرانك تساندر
- 17 فبراير – ديتر ليزر ممثل ألماني.
- 21 فبراير – مارغريث فون تروتا مخرجة أفلام ألمانية.

### مارس
- 23 مارس – مايكل هاينيكي

### أبريل
- 1 أبريل – هانز ديبر
- 18 أبريل – يوخن ريندت
- 22 أبريل – رودولف يانش

### يونيو
- 2 يونيو – ستيفان بيرنس
- 8 يونيو – هورست فولتر لاعب كرة قدم ألماني.
- 12 يونيو – بيرت زاكمان

### يوليو
- 1 يوليو – كارل هاينز هنريكس درّاج طريق ألماني.
- 5 يوليو – يوهانز لور لاعب ومدرب كرة قدم ألماني.
- 11 يوليو – توماس روزي مصوّر سينمائي ألماني.
- 27 يوليو – كارل لينك درّاج طريق ألماني.
- 29 يوليو – ستين نادولني روائي ألماني.

### أغسطس
- 2 أغسطس – بترا برينكمان سياسية ألمانية.
- 12 أغسطس – هانز فيلهيلم مولر فولفارت
- 18 أغسطس – يورغن كيسنير دراج ألماني.

### سبتمبر
- 5 سبتمبر – فرنر هرتزوغ
- 18 سبتمبر – فولفغانغ شويبله رئيس البوندستاغ الألماني.

### أكتوبر
- 16 أكتوبر – أولريش برينكمان سياسي ألماني.
- 20 أكتوبر – كرستيانه نوسلاين فولهارد

### نوفمبر
- 9 نوفمبر – كارين كيفوس شاعرة ألمانية.
- 9 نوفمبر – هيلموت شتاين لاعب كرة قدم ألماني.
- 21 نوفمبر – بريجيته بلوبل كاتبة ألمانية.

### ديسمبر
- 3 ديسمبر – آليس شفارتسر كاتبة ألمانية.

## وفيات

### يناير
- 1 يناير – هيرشل غرينزبان (مواليد 1921)
- 17 يناير – فالتر فون رايخيناو (مواليد 1884) ضابط ألماني.

### فبراير
- 8 فبراير – فريتز تودت (مواليد 1891)
- 9 فبراير – إدوارد شرودر (مواليد 1858)
- 24 فبراير – آنتون دريكسلر (مواليد 1884) سياسي ألماني.

### أبريل
- 14 أبريل – فريتز هوبر (مواليد 1881) مهندس تصميم ألماني.
- 16 أبريل – الأميرة الكسندرا أميرة ساكس كوبورج وغوتا (مواليد 1878)

### يونيو
- 4 يونيو – رينهارد هايدريش (مواليد 1904)
- 11 يونيو – هيرمان كوبولد (مواليد 1858) عالم فلك ألماني.
- 24 يونيو – لودفيغ أشوف (مواليد 1866)

### يوليو
- 9 يوليو – يوليوس بريشت (مواليد 1871)
- 31 يوليو – ماريا آنا من البرتغال (مواليد 1861)

### أغسطس
- 3 أغسطس – ريشارد فيلشتيتر (مواليد 1872) كيميائي ألماني.
- 9 أغسطس – ماكس هيلموث أوستيرمان (مواليد 1917) طيار مقاتل ألماني.

### أكتوبر
- 24 أكتوبر – غورغ شتومه (مواليد 1886) عسكري ألماني.

### نوفمبر
- 3 نوفمبر – كارل شترنهايم (مواليد 1878) كاتب ألماني.
- 27 نوفمبر – هيرمان هارمز (مواليد 1870) عالم نبات ألماني.
- 28 نوفمبر – يوهانس كارل ماكس روبير (مواليد 1861) عالم حشرات ألماني.

### ديسمبر
- 1 ديسمبر – ويلي ليمان (مواليد 1884) جاسوس ألماني.
- 4 ديسمبر – فرانز آرثر شولتسه (مواليد 1872) فيزيائي ألماني.
- 8 ديسمبر – ألبرت كان (مواليد 1869) مهندس معماري أمريكي.
- 20 ديسمبر – جان جيلبرت (مواليد 1879)
- 21 ديسمبر – فرانز بواس (مواليد 1858)
- 25 ديسمبر – أدولف ماير (مواليد 1843)